# Course en ligne de l'Open de Suède Vårgårda 2012
La 7e édition de la course en ligne de l'Open de Suède Vårgårda a eu lieu le 19 août 2012. Il s'agit de l'avant-dernière manche de la Coupe du monde de cyclisme sur route féminine. Elle est remportée par la Néerlandaise Iris Slappendel.

## Parcours
Douze tours du circuit urbains sont parcourus. Il utilise des routes étroites et comporte une côte courte mais raide.

## Récit de la course
La première attaque revient à Iris Slappendel lors du troisième tour. Six autres coureuses, dont Hanka Kupfernagel, la rejoignent. L'écart grandissant, Marianne Vos décide le tour suivant de partir à leur poursuite, profitant de la côte pour s'échapper. Le groupe prend toujours plus d'avance sur le peloton. À trois tours de l'arrivée, Iris Slappendel attaque de nouveau. Elle compte une avance de vingt-huit secondes, mais se fait finalement reprendre par Linda Villumsen flanquée de Marianne Vos huit kilomètres plus loin. Le groupe se reforme et les attaques se succèdent. À treize kilomètres du but, Iris Slappendel attaque avec Hanka Kupfernagel dans sa roue. Elles se disputent la victoire à deux et Iris Slappendel se montre la plus rapide,.

## Classements

### Classement final
| \| Classement général \| Classement général \| Classement général \| Classement général \| Classement général \| \| Coureuse \| Coureuse \| Pays \| Équipe \| Temps \| \| ------------------ \| ------------------ \| ------------------ \| --------------------------- \| ------------------ \| \| 1re \| Iris Slappendel \| Pays-Bas \| Rabobank Women \| 3 h 24 min 47 s \| \| 2e \| Hanka Kupfernagel \| Allemagne \| RusVelo \| + 0 s \| \| 3e \| Marianne Vos \| Pays-Bas \| Rabobank Women \| + 1 min 10 s \| \| 4e \| Shelley Olds \| États-Unis \| AA Drink-Leontien.nl \| + 1 min 10 s \| \| 5e \| Trixi Worrack \| Allemagne \| Specialized-Lululemon \| + 1 min 10 s \| \| 6e \| Emma Johansson \| Suède \| Hitec Products-Mistral Home \| + 1 min 10 s \| \| 7e \| Tiffany Cromwell \| Australie \| Orica-AIS \| + 1 min 14 s \| \| 8e \| Isabelle Söderberg \| Suède \| AA Drink-Leontien.nl \| + 2 min 08 s \| \| 9e \| Evelyn Stevens \| États-Unis \| Specialized-Lululemon \| + 2 min 08 s \| \| 10e \| Linda Villumsen \| Nouvelle-Zélande \| Orica-AIS \| + 2 min 08 s \| |                    |                  |                             |                 |
| |                    |                  |                             |                 |
| Source : Cycling Quotient |                    |                  |                             |                 |
| Classement général |                    |                  |                             |                 |
| Coureuse | Coureuse           | Pays             | Équipe                      | Temps           |
| 1re | Iris Slappendel    | Pays-Bas         | Rabobank Women              | 3 h 24 min 47 s |
| 2e | Hanka Kupfernagel  | Allemagne        | RusVelo                     | + 0 s           |
| 3e | Marianne Vos       | Pays-Bas         | Rabobank Women              | + 1 min 10 s    |
| 4e | Shelley Olds       | États-Unis       | AA Drink-Leontien.nl        | + 1 min 10 s    |
| 5e | Trixi Worrack      | Allemagne        | Specialized-Lululemon       | + 1 min 10 s    |
| 6e | Emma Johansson     | Suède            | Hitec Products-Mistral Home | + 1 min 10 s    |
| 7e | Tiffany Cromwell   | Australie        | Orica-AIS                   | + 1 min 14 s    |
| 8e | Isabelle Söderberg | Suède            | AA Drink-Leontien.nl        | + 2 min 08 s    |
| 9e | Evelyn Stevens     | États-Unis       | Specialized-Lululemon       | + 2 min 08 s    |
| 10e | Linda Villumsen    | Nouvelle-Zélande | Orica-AIS                   | + 2 min 08 s    |